# الدار الکبیره
الدار الکبیرة یک منطقهٔ مسکونی در سوریه است که در حمص واقع شده‌است.

## خصوصیات
الدار الکبیرة ۷٬۲۸۰ نفر جمعیت دارد.